# ژان باتیست فوریه
ژان–باتیست فُوریه (به فرانسوی: Jean-Baptiste Feuvrier)، (۶ اکتبر ۱۸۴۲ – ۲۹ نوامبر ۱۹۲۶) پزشک نظامی و خاطره‌نویس اهل فرانسه بود که از اوت ۱۸۸۹ تا اکتبر ۱۸۹۲ پزشک خصوصی ناصرالدین‌شاه قاجار بود و کتاب سه سال در دربار ایران را نوشت.

## زندگی
وی تنها پسر فرانسوا آنتوان بود که او جراح دامپزشکی در ارتش فرانسه بود. ژان-باتیست در بین سال‌های ۱۸۶۱ تا ۱۸۶۵ میلادی در مدرسهٔ نظامی بهداشت در استراسبورگ تحصیل کرد و دورهٔ دکترایش را در پاریس گذراند. وی در اکتبر ۱۸۶۶ با درجهٔ سرگردی به استخدام ارتش فرانسه در آمد و در الجزایر (۱۸۶۶–۱۸۶۹) و کلمار (۱۸۶۹) خدمت کرد و در نبردهای متعددی در طول جنگ فرانسه و پروس شرکت کرد.
زندگی حرفه‌ای او با انتصاب به عنوان پزشک شخصی نیکولاس اول پادشاه مونته‌نگرو در سال‌های ۸۰–۱۸۷۳ و ۱۸۸۶–۱۸۸۶ چرخش جدیدی پیدا کرد. او در کارزار نیکلاس در حمایت از شورشیان هرزگوین علیه عثمانی (۱۸۷۶–۱۸۷۷) شرکت کرد. در فاصلهٔ بین مأموریت‌های مونته‌نگرو، او مأموریت‌های مختلفی داشت، به ویژه در تونس (۱۸۸۱–۱۸۸۲)،  که بیمارستان لامانوبا را ایجاد کرد و مدتی مدیر آن بود.

## پزشک ناصرالدین‌شاه
حضور یک پزشک فرانسوی به عنوان اولین پزشک شاه قاجار، از ارکان مهم دیپلماسی فرانسه بود. این سمت توسط ژوزف تولوزان به مدت سی سال اشغال شده بود تا اینکه او تصمیم گرفت در پایان سال ۱۸۸۸ بازنشسته شود. اوژن اسپولر، وزیر امور خارجهٔ فرانسه، در ژانویهٔ ۱۸۸۹ از وزارت جنگ خواست تا فوریه را مأمور کند، و او متعاقباً شخصاً با او تماس گرفت. تولوزان در حالی که همراه ناصرالدین‌شاه در سومین سفر اروپایی خود در پاریس بود، بیمار شد و نتوانست سفر را به تهران ادامه دهد. او در اوت ۱۸۸۹ فوریه را به‌عنوان جانشین خود معرفی کرد. به فووریه یک سال مرخصی اعطا شد تا جانشین تولوزان در مأموریتی مشابه تجربهٔ مونته‌نگرویش شود.
این مأموریت از همان ابتدا با این واقعیت مواجه شد که وزیر مختار بریتانیا در ایران، هنری دراموند ولف، فرد دیگری را برای جانشینی تولوزان در نظر داشت. امین‌السلطان که در آن زمان طرفدار انگلیس بود، نتوانست این نامزد را به شاه تحمیل کند. شاه و همراهانش در ماه اوت پاریس را ترک کردند و با قطار از اروپا به روسیه رفتند. در ولادی‌قفقاز، با هشدار یکی از دوستان روسی، فووریه نقشهٔ امین‌السلطان را خنثی کرد که می‌خواست او را با گروهی دیگر از طریق باکو و انزلی به تهران بفرستد. او با سفر زمینی همراه با ناصرالدین، موفق شد شاه را در سپتامبر ۱۸۸۹ در باسمنج نزدیک تبریز درمان کند. این امر علی‌رغم دسیسه‌های امین‌السلطان و پزشکان ایرانی شاه، اما با حمایت اعتمادالسلطنه، و بهبود سریع ناصرالدین‌شاه باعث شد فوریه در دربار ایران شهرت خوبی پیدا کند. او اکنون به اندرون سلطنتی دسترسی آزاد داشت و در سفرها و میهمانی‌های شکار، شاه را همراهی می‌کرد. بسیاری از مقامات قاجار، به ویژه شاهزاده کامران‌میرزا نایب‌السلطنه، از بیماران او بودند.

## کتابسه سال در دربار ایران
از مهارت‌های پزشکی و دیپلماتیک فوریه بسیار قدردانی شد. توانایی‌های زبانی او در دانستن زبان‌های صربی، ایتالیایی، روسی، انگلیسی و آلمانی دارایی‌های مثبتی برای مأموریت‌های او بود. علیرغم دانش محدود او از زبان فارسی و فرهنگ ایرانی، که عمدتاً در محل به دست آورده‌بود، کتاب سه سال در دربار ایران او شاهد عینی گرانبهایی از جنبه‌های مختلف دولت ایران در دوره‌ای مهم از تاریخ قاجاریه است. چاپ اول این کتاب شامل ۸۳ حکاکی از عکس‌های مجموعه‌های ناصرالدین‌شاه و همراهانش، طراحی‌های خود فوریه، نقاشی‌های معاصر ایرانی، یک پلان و سه نقشه بود. ویراست دوم شامل ۲۰۴ طراحی بود.
این کتاب منبع اصلی اطلاعات در مورد این دوره به ویژه در مورد نهضت تنباکو است. فوریه همچنین در این کتاب از دسیسه‌های سیاسی، زندگی در اندرون، دارالفنون، عزاداری شیعیان، و تعزیه در تکیهٔ دولت توصیفاتی را ارائه می‌دهد. از طریق علاقهٔ شخصی او به فرهنگ ایرانی، کتاب او همچنین حاوی اطلاعات گرانبهایی دربارهٔ باستان‌شناسی، جغرافیا، معماری، شهرسازی؛ اقتصاد، زندگی درباری در کاخ‌ها و اردوگاه‌ها، زندگی اجتماعی در شهرها، روستاها و مناطق قبیله‌ای است. میزان دخالت شخصی او در سیاست ایران قاجاری هنوز مورد مطالعه است.
خاطرات فوریه در سال ۱۳۲۶ خورشیدی تحت عنوان سه سال در دربار ایران، از سال ۱۳۰۶ ق توسط عباس اقبال آشتیانی ترجمه شد و در تهران به چاپ رسید.